# Anabela Pires
Anabela Braz Pires, född 22 september 1976 i Almada, är en portugisisk sångerska och musikalartist.
Anabela började sjunga i tidig ålder och deltog i flera talangtävlingar i sång som barn. När hon var tolv år vann hon Grande Noite do Fado, en talangtävling i musikstilen fado. Hon representerade Portugal i Sopot International Song Festival 1991 med bidraget Brother. Samma år släppte hon sitt debutalbum Anabela. Uppföljaren, Encanto, släpptes redan 1992.
1993 deltog Anabela i Festival RTP da Canção, Portugals uttagning till Eurovision Song Contest (ESC). Hon vann med bidraget A cidade (até ser dia). I ESC samma år kom hon på 10:e plats med 60 poäng, vilket är en av Portugals bättre placeringar i tävlingen. Samma år släpptes Anabelas tredje album med samma namn som ESC-bidraget.
År 2000 spelade hon in låtar tillsammans med musikern Carlos Núñez till hans album Mayo Longo. Därefter turnerade hon tillsammans med honom i två och ett halvt år.
Efter sitt deltagande i tävlingen började hon uppträda i musikaler som Jasmim ou o Sonho do Cinema (1996), Koko (1999), My Fair Lady (2002). Tillsammans med sångerskan Lúcia Moniz spelade hon huvudrollen i den portugisiska produktionen av Sound of Music 2006. 2008 tog hon rollen som Maria Magdalena i musikalen Jesus Christ Superstar och samma år uppträdde hon även i den portugisiska versionen av West Side Story.

## Diskografi
- Anabela (1991)
- Encanto (1992)
- A cidade (até ser dia) (1993)
- Primeiras Águas (1996)
- Origens (1999)
- Aether (2005)
- Encontro (2006)
- Nós (2010)